# كارلو دى أنجيلو
كارلو دى أنجيلو (بالإيطالية: Carlo D'Angelo)‏ هو ممثل إيطالي، ولد في 2 فبراير 1919 بميلانو في إيطاليا، وتوفي في 9 يونيو 1973 ببولونيا في إيطاليا.

## أعمال

### أفلام
- (1955) أرض الفراعنة

## وصلات خارجية
- كارلو دى أنجيلو على موقع IMDb (الإنجليزية)
- كارلو دى أنجيلو على موقع ديسكوغز (الإنجليزية)
- كارلو دى أنجيلو على موقع قاعدة بيانات الفيلم (الإنجليزية)